# Ванзелов, Юлиус
Юлиус Эдуард Ванзелов (нем. Julius Eduard Vanselow; 17 января 1868, Шёнланке, провинция Позен, Германия, ныне Тшцянка, Польша — 11 декабря 1892, Эльбинг, Германия, ныне Эльблонг, Польша) — немецкий поэт. Публиковался также под псевдонимом Юлиус Зелов (нем. Julius Selow).
Сын торговца. Окончил педагогическое училище в городе Прусский Фридланд. С 1887 г. преподавал в школе в Мюльбанце под Диршау, затем с 1888 г. в Эльбинге. Дебютировал в печати в 1890 году, опубликовав в журнале Neue Bahnen статью «Профессия и школа» (нем. Beruf und Schule), призывающую к реформе школьного образования. В это же время примкнул к Францу Эверсу и вошёл в круг молодых авторов, объединившихся в 1892 г. в составленном Эверсом сборнике пяти молодых поэтов «Симфония» (нем. Symphonie).
Единственный сборник стихов Ванзелова «Солнечный дождь» (нем. Sonnenregen) был издан в 1893 г. посмертно усилиями его младшего брата Карла Ванзелова. На основании этого сборника Бруно Помпецкий в книге «История литературы провинции Западная Пруссия» заметил в 1915 году, что «Ванзелов развил бы превосходный лирический талант, если бы смерть не поставила в его жизни слишком раннюю точку». Кроме того, Ванзелову принадлежат роман «Военный доктор» (нем. Der Armendoktor) и драма «Самозванец» (нем. Der Hochstapler).